# Bombus tricornis
Bombus tricornis — вид перетинчастокрилих комах роду Джміль (Bombus) родини Бджолині (Apidae).

## Поширення
Вид поширений на північному сході Китаю, у Північній Кореї та Далекому Сході Росії (Амурська область, Приморський край).